# Bill Davison
Wild Bill Davison (Defiance, 1906. január 5. – Santa Barbara, 1989. november 14.) amerikai kornettes, zenekarvezető. Wild Bill Davison az 1920-as években jelent meg a dzsesszszínpadon. Muggsy Spanier és Frank Teschemacher mellett játszott Louis Armstrong számokat. Szélesebb körű elismerést az 1940-es években ért el. Leginkább a zenekarvezető Eddie Condonnal való kapcsolatáról emlékeznek rá, akivel az 1940-es évek közepétől Condon utolsó koncertjéig együtt dolgozott.
Fiatal korában nagyivó és nőcsábász híre volt.

## Pályakép
Az 1920-as években Bill Davison Chicagóban játszott az Ohio Lucky Sevennel, és a Seattle Harmony Kingsszel és színházi zenekarokban, majd 1931-ben megalapította saját zenekarát Frank Teschemacher klarinétossal. Teschemacher 1932-ben egy autóbalesetben halt meg egy kivilágítatlan taxiban. Davison mögötte ült. Ezután Davison Milwaukee-ba ment és saját zenekarával játszott. 1940-ben New Yorkba költözött a Catherine Dunham Show háttérzenészeként. 1943-45 között Davison katona volt. Utána Eddie Condonhoz ment, ahol 1957-ig rendszeresen játszott Condon klubjában. Számos felvétele készült George Brunies, Eddie Condon, Sidney Bechet, Bud Freeman és George Wettling társaságában.
1957-ben vendégszerepelt Berlinben, és felvette a Berlin Dixieland nagylemezt „Jazz from the Eggshell” címmel. Eziután az 1960-as években különféle európai turnékon vett részt.
1968-ban Claude Hopkinsszal megalakította a Jazz Giants-t, majd megvett egy mulatót San Franciscoban. Az 1970-es években rendszeresen fellépett fesztiválokon. 1974-től Koppenhágában élt, ahol 1975-77-ben a Papa Bue Viking Jazz Band tagja volt. 1979-ben visszatért az USA-ba.
A„ Vad Bill” becenevét nemcsak játékstílusa miatt kapta – rajongott a nőkékért az ételekért is. Összesen ötször nősült.

## Lemezek
- https://www.discogs.com/artist/339910-Wild-Bill-Davison

## Fordítás
Ez a szócikk részben vagy egészben  a   Wild Bill Davison című német Wikipédia-szócikk ezen változatának fordításán alapul.  Az eredeti cikk szerkesztőit annak laptörténete sorolja fel. Ez a jelzés csupán a megfogalmazás eredetét és a szerzői jogokat jelzi, nem szolgál a cikkben szereplő információk forrásmegjelöléseként.